# Stefano Vojislav
Stefano Vojislav (... – 1043) in serbo Стефан Војислав?, in greco Στέφανος Βοϊσθλάβος?. Fu Principe di Doclea dal 1040 al 1043. Sin dal 1018 Stefano aveva agito quale governatore bizantino fino a che non aveva capeggiato una fallimentare rivolta che lo aveva portato nelle prigioni di Costantinopoli. Riuscito a scappare gli riuscì anche di ottenere l'indipendenza per il proprio piccolo stato arrivando ad espandersi fino a prendere sotto il proprio controllo la Dalmazia e i dintorni, cosa che gli valse il titolo di Re di Serbia che allora indicava il capo supremo dei Serbi. Stefano fu il fondatore della Dinastia Vojislavljević.

## Verso la conquista
Stefan Vojislav nacque in data ignota da famiglia ignota. Le fonti coeve lo chiamano serbo senza però fare menzione della sua ascendenza, la Cronaca del Prete di Doclea, una fonte più tarda, e quindi meno affidabile, afferma che Stefano fosse cugino del precedente principe di Doclea, Jovan Vladimir. Questa Cronaca vuole che Stefano fosse figlio di Dragimir di Travunia (morto 1018), zio di Jovan e, alla morte del padre, venne allevato dalla madre in Bosnia.
Nel frattempo l'Impero bizantino aveva raggiunto il suo apice sotto il regno di Basilio II Bulgaroctono e dal momento della sua morte nel 1025 era iniziato un lento declino visibile soprattutto nei Balcani dove l'eliminazione della sempre presente minaccia del Primo impero bulgaro, caduto nel 1018, unita alla crescente tassazione diede luogo a piccoli focolai indipendentisti.
Stefano, che troviamo a lavorare per i bizantini proprio dal 1018, ricevette le cariche di arconte e toparca per i Kastra dalmati di Zeta e Stagno.
Tutto quel che concerneva la Dalmazia, la Serbia e la Croazia era nelle mani degli strateghi di Niš, Skopje, Ragusa e Durazzo, Stefano s'incontrava regolarmente con lo Stratego di Ragusa e in un'occasione lo rapì perché voleva essere il padrino di uno dei suoi figli, Katakalon, in occasione del battesimo. Questo mostra come potessero essere stretti i legami fra i capi locali e gli ufficiali bizantini, almeno in periferia, dopo la Conquista bizantina della Bulgaria.
Secondo il cronista Giovanni Scilitze nel 1034 i serbi iniziarono ad alzare la testa contro i bizantini, Stefano, presentato come il cugino dell'assassinato Jovav Vladimir, organizzò una rivolta approfittando della morte dell'imperatore Romano III Argiro. Stefano venne sconfitto e fra il 1035 e il 1036 fu portato nelle carceri di Costantinopoli mentre la Doclea finì nelle mani dello stratego Teofilo Erotico. Fra il tardo 1037 e i primi mesi del 1038 riuscì a scappare e a tornare in Doclea dove non si limitò a combattere i bizantini, ma anche i locali che li sostenevano.
Grazie alle tattiche di Guerriglia e approfittando del fatto che in corso vi fossero altre rivolte egli riuscì ad evitare rappresaglie e riuscì a prendere il controllo parziale dei principati di Travunia e Zaclumia. In questo modo dal 1040 il suo stato si estendeva dalla costiera Stagno fino a Scutari comprese quindi le propaggini meridionali del Lago di Scutari con le cittadine di Trebigne, Cattaro e Antivari.

## Contro i bizantini
Nel 1039 l'imperatore Michele IV il Paflagone stava aspettando a Tessalonica una Galea carica d'oro proveniente dalle provincie dell'Italia del sud, tuttavia questa naufragò per una tempesta invernale non lontano dalle coste di Doclea. Stefano s'affrettò a prendere quel che si poteva e rifiutò di rendere il bottino a Michele quando glielo chiese. Michele, che aveva già ripreso una città, spedì uno dei suoi generali contro Stefano, ma questi, trovandosi in terre a lui sconosciute subì un agguato in una forra e venne sconfitto. Radoslav (morto 1048), uno dei figli di Stefano uccise sul campo un comandante bizantino, mentre un altro stratego venne catturato e portato a Stagno.
Fra il 1041 e il 1042 Peter Deljan si autoproclamò imperatore dopo essersi ribellato e fece a sua volta un tentativo, infruttuoso, di prendere Doclea.
Nel 1042 il nuovo imperatore Costantino IX Monomaco attaccò Doclea con un esercito di stanza a Dyrrachion, le armate bizantine sotto il comando di Michaelus Anastasii vennero sconfitte ancora. Lo scontro si ebbe nella zona montagnosa fra Antivari e Terranera (Crmnica) nella notte del 7 ottobre 1042, poco prima dello scontro un uomo entrò nell'accampamento bizantino spargendo false voci circa la vastità dell'esercito avversario scatenando il panico. Stefano quindi, con i tre figli, condusse i serbi allo scontro, si mossero lentamente giù dalle colline gridando e suonando il corno per accrescere, fintamente, le proprie proporzioni. I bizantini rimasero bloccati sulle montagne con i serbi che sbarravano la via, i nemici impreparati precipitarono facilmente nel caos, i serbi ne dispersero una parte per poi combattere i rimanenti.
Nello stesso anno Ljutovid di Zahumlje, Spano di Rascia, ricevette una somma in oro perché combattesse contro Stefano, ma anche il suo attacco fallì.
Stefano morì, in pace, l'anno seguente lasciando la sua vedova, di cui si ignora il nome ed i figli:
- Mihailo Vojislavljević
- Gojislav Vojislavljević
- Predimir Vojislavljević
- Radoslav Vojislavljević
- Saganek Vojislavljević.